# Лагард (Арьеж)
Лага́рд (фр. Lagarde) — коммуна во Франции, находится в регионе Юг — Пиренеи. Департамент коммуны — Арьеж. Входит в состав кантона Мирпуа. Округ коммуны — Сен-Жирон.
Код INSEE коммуны — 09150.

## Население
Население коммуны на 2008 год составляло 180 человек.
| 1962 | 1968 | 1975 | 1982 | 1990 | 1999 | 2008 |
| ---- | ---- | ---- | ---- | ---- | ---- | ---- |
| 165  | 213  | 185  | 177  | 172  | 194  | 180  |

## Экономика
В 2007 году среди 98 человек в трудоспособном возрасте (15—64 лет) 58 были экономически активными, 40 — неактивные (показатель активности — 59,2 %, в 1999 году было 63,6 %). Из 58 активных работали 49 человек (25 мужчин и 24 женщины), безработных было 9 (4 мужчины и 5 женщин). Среди 40 неактивных 6 человек были учениками или студентами, 23 — пенсионерами, 11 были неактивными по другим причинам.

## Фотогалерея

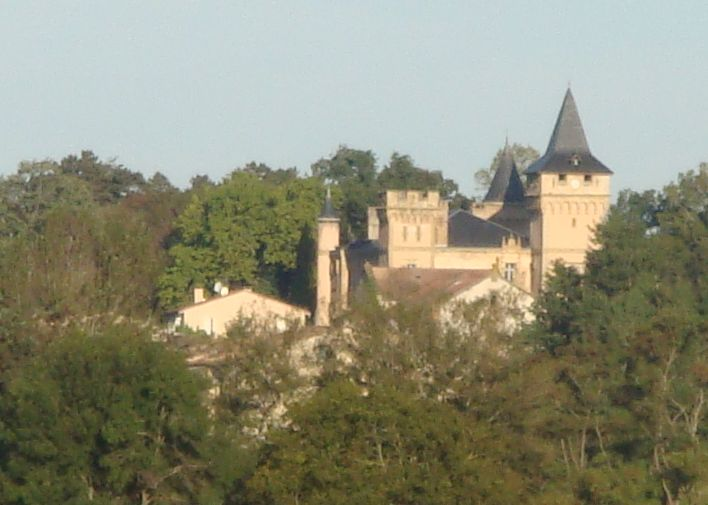
Замок Сибра
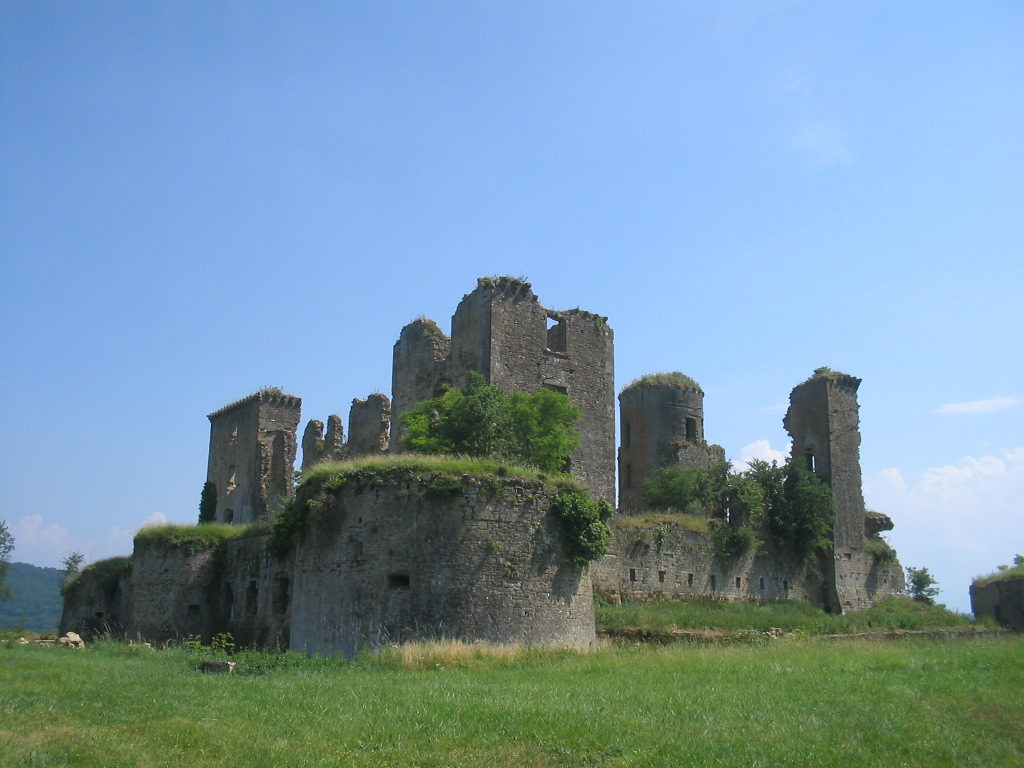
Замок Лагард
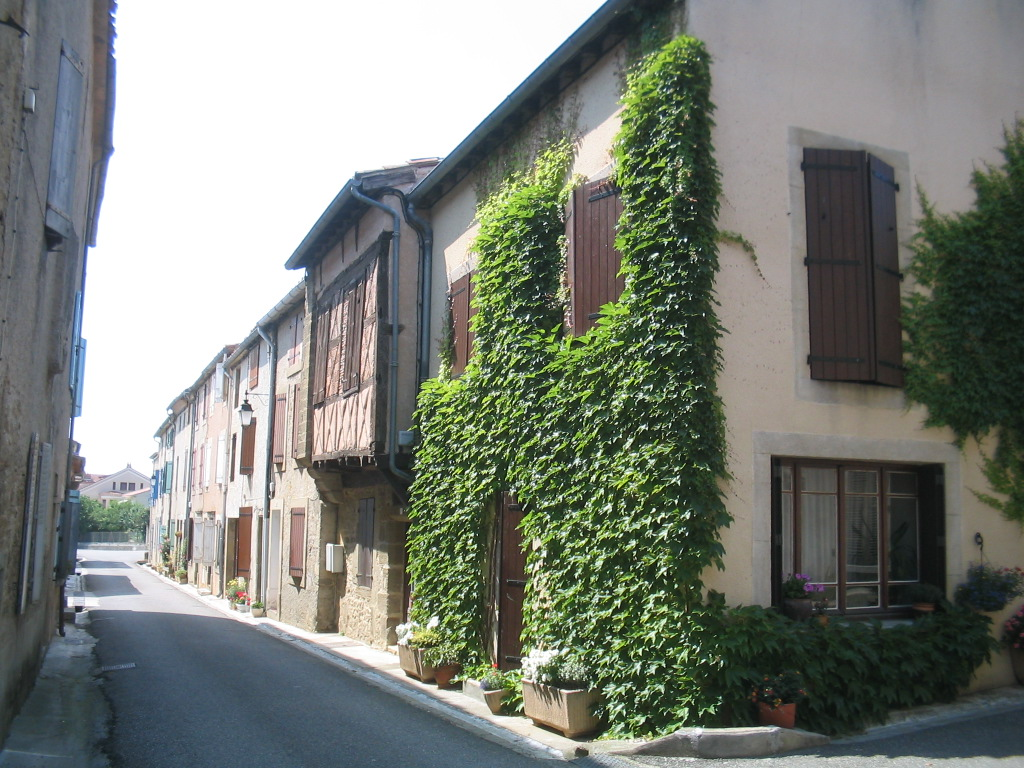
Улица коммуны